# Humphrey Waldock
Claud Humphrey Meredith Waldock (Colombo (Sri Lanka), 13 augustus 1904 - Den Haag, 15 augustus 1981) was een Brits jurist.

## Levensloop
Waldock studeerde aan het Brasenose College. In 1927 behaalde hij zijn Bachelor of Arts en een jaar later zijn Bachelor of Laws in burgerlijk recht. Vanaf 1947 bekleedde hij de Chichele-leerstoel voor internationaal recht aan de Universiteit van Oxford. Van 1955 tot 1974 publiceerde hij het British Yearbook of Law. In Oxford emeriteerde hij in 1972. Hij was een van de speciale rapporteurs bij de voorbereiding van het Weense verdragenverdrag.
In 1966 werd hij gekozen tot rechter van het Europees Hof voor de Rechten van de Mens. Twee jaar later werd hij benoemd tot vicepresident en in 1972 tot president van het Hof. Zijn betrokkenheid bij het Hof eindigde in 1974, nadat hij een jaar eerder was aangetreden als rechter van het Internationale Gerechtshof. Waldock was sinds 1978 erelid van de American Society of International Law. Vanaf 1979 was hij president van het Internationale Gerechtshof. Zijn termijn eindigde voortijdig toen hij in 1981 aan de gevolgen van een hartaanval overleed. Hij werd in 1981 opgevolgd door Taslim Olawale Elias als waarnemend president.
- Bibsys: 90879325
- Bibliothèque nationale de France: cb12299300n (data)
- Gemeinsame Normdatei: 1138586129
- International Standard Name Identifier: 0000 0001 0898 8082
- Library of Congress Control Number: no94023361
- Nationale bibliotheek van Australië: 35587058
- Nationale Bibliotheek van Israël: 987007502520405171
- Nederlandse Thesaurus van Auteursnamen: 073564230
- Système universitaire de documentation: 031855741
- Trove: 1005066
- Virtual International Authority File: 49290344
- WorldCat: E39PBJht9wD4BpF9b3q8QBm8G3